# Калінічев Сергій Леонідович
Сергій Леонідович Калінічев (нім. Sergei Kalinitschew; нар. 3 лютого 1956, Москва) – російський шахіст, представник Німеччини від 1995 року, гросмейстер від 1997 року.

## Шахова кар'єра
До кінця 1990-х років брав участь лише в турнірах, що проходили на території колишніх країн соціалістичного табору. 1985 року переміг у Дрездені, наступного року в цьому самому місті посів 2-ге місце (позаду Рустема Даутова), це досягнення повторивши в Східному Берліні (позаду Валерія Чехова). 1988 року поділив 1-ше місце (разом зі Станіславом Костирою) в Ростоку. 1989 року переміг на турнірах у Варшаві і в Східному Берліні.
У наступних роках здобув низку таких успіхів:
- 1992 – Вюрцбург (поділив 2-ге місце позаду Вольфганга Ульманна, разом з Володимиром Чучеловим),
- 1996 – Будапешт (турнір First Saturday FS09 GM, поділив 1-ше місце разом з Миколою Легким),
- 1997 – Швебіш-Гмюнд (посів 1-ше місце), Регенсбург (посів 1-ше місце), Пассау (посів 1-ше місце), Мюнстер (поділив 2-ге місце позаду Олега Романишина, разом з Рустемом Даутовим),
- 1998 – Штутгарт (поділив 1-ше місце разом із, зокрема, Доріаном Рогозенком), Фюрт (поділив 2-ге місце позаду Артура Когана, разом з Крістіаном Габріелем, Йоргом Гіклем i Олександром Оніщуком),
- 2000 – Берлін (посів 1-ше місце),
- 2001 – Ле-Туке (поділив 1-ше місце разом із, зокрема, Жаном-Марком Дегревом i Феліксом Левіним), Швебіш-Гмюнд (поділив 2-ге місце позаду Баадура Джобави, разом з Дмитром Бунцманом i Володимиром Бурмакіним), Баунаталь (поділив 2-ге місце позаду Володимира Єпішина, разом з Олександром Карпачовим),
- 2002 – Берлін (двічі посів 1-ше місце), Швебіш-Гмюнд (поділив 1-ше місце разом з Віталієм Куніним, Дмитром Бунцманом, Віктором Купрейчиком i Сергієм Кривошеєю), Травемюнде (поділив 1-ше місце разом з Робертом Рабігою, Ромуальдом Майнкою i Олександром Бангієвим),
- 2003 – Дортмунд (посів 2-ге місце позаду Юрія Бойдмана),
- 2004 – Дірен (посів 2-ге місце позаду Сергія Тівякова),
- 2005 – Берлін (поділив 1-ше місце разом з Робертом Рабігою, Любомиром Михальцем i Яковом Мейстером), Есб'єрг (турнір Кубок Північного моря, поділив 2-ге місце позаду Володимира Бєлова, разом з Ігорем Хенкіним, Мартеном Соллевелдом i Стефаном Джуричем),
- 2006 – Вандевр-ле-Нансі (посів 2-ге місце позаду Фрісо Нейбура),
- 2007 – Berlin (посів 1-ше місце), Швебіш-Гмюнд (поділив 1-ше місце разом з Володимиром Бурмакіним, Вієстурсом Меєрсом i Йопом Делемарре), Салоу (поділив 2-ге місце позаду Ібрагіма Хамракулова, разом з Ольденом Ернандесом Карменатесом i Сергієм Федорчуком),
- 2008 – Полиці (Меморіал Тадеуша Гньота, посів 1-ше місце), Берлін (посів 1-ше місце).

Кілька разів брав участь у фіналі чемпіонату Німеччини, найкращий результат показавши 2004 року у Гекендорфі, де посів 4-те місце.
Найвищий рейтинг Ело в кар'єрі мав станом на 1 жовтня 2004 року, досягнувши 2533 очок займав тоді 24-те місце серед німецьких шахістів.

## Зміни рейтингу
| На цьому місці має відображатися графік чи діаграма, однак з технічних причин його відображення наразі вимкнено. Будь ласка, не видаляйте код, який викликає це повідомлення. Розробники вже працюють для того, щоби відновити штатне функціонування цього графіка або діаграми. | |
| | На цьому місці має відображатися графік чи діаграма, однак з технічних причин його відображення наразі вимкнено. Будь ласка, не видаляйте код, який викликає це повідомлення. Розробники вже працюють для того, щоби відновити штатне функціонування цього графіка або діаграми. |